# Adam de Bekassy
Adam de Bekassy, född 3 april 1920 i Szombathely, död 18 september 2005, var en ungersk-svensk arkitekt.
Adam de Bekassy, som var son till en godsägare, utexaminerades från tekniska högskolan i Budapest 1944. Han blev arkitekt hos AB Svenska Trähus 1944, hos arkitekt Sven Kjerr 1951, på Harry Eglers stadsplanebyrå 1953–1958, var stadsplanechef i Borlänge stad 1956–1961 och arkitekt hos Orrje & Co AB från 1964 med verksamhet i Umeå. Han bedrev egen arkitektverksamhet från 1956. Han utförde bland annat generalplaner för Borlänge stad och Ludvika stad.